# Baai van Douarnenez
De Baai van Douarnenez (Frans: Baie de Douarnenez, Bretons: Bae Douarnenez) is een baai aan de westkust van het Franse departement Finistère in Bretagne. De baai ligt tussen het schiereiland van Crozon in het noorden en Cap Sizun in het zuiden. De baai is ongeveer 16 km breed en 20 km lang. Hoewel de baai half wordt afgesloten van de Iroise door de Cap de la Chèvre, is de opening van de baai 9 km breed. 
Aan de zuidoostkant van de baai ligt de haven van Douarnenez, dat in de vroege twintigste eeuw het centrum was van een grote sardienenindustrie. De baai werd ernaar vernoemd. Douarnenez is de enige belangrijke nederzetting aan de oevers van de baai. Het badstation van Morgat ligt in het noorden, op het schiereiland Crozon. De mythische stad Ker-Ys, die volgens de legende onder water is verdwenen, zou aan de baai van Douarnenez zijn gelegen. 